# حبان (النادرة)

تعديل مصدري - تعديل

حبان هي إحدى قرى عزلة مالك بمديرية النادرة التابعة لمحافظة إب، بلغ تعداد سكانها 699 نسمة حسب تعداد اليمن لعام 2004.